# Selo nad Laškim
Selo nad Laškim – wieś w Słowenii, w gminie Laško. W 2018 roku liczyła 32 mieszkańców.